# Воздвиженское (Нижегородская область)
Воздвиженское — село, административный центр Воздвиженского сельсовета в Воскресенском районе Нижегородской области.

## География
Находится на расстоянии примерно 15 километров по прямой на северо-восток от районного центра поселка  Воскресенское.

## История
Село основано в XVII веке переселенцами с верхней Ветлуги. В 1699 году была построена первая деревянная Воздвиженская церковь. Впоследствии неоднократно перестраивалась и, наконец, в 1811 году заменена каменной. В 1859 году в селе было 56 дворов и 414 жителей, в 1925 году 987 жителей. В 1939—1957 годах село было центром Заветлужского района.

## Население
Постоянное население составляло 767 человек (русские 99%) в 2002 году, 718 в 2010 году .

## Инфраструктура
В селе работает средняя школа, детсад, почтовое отделение, больница и ветучасток. Действует Воздвиженская церковь.